# 依莎貝拉·絲科魯波
依莎貝拉·多罗塔·絲科魯波（波蘭語：Izabella Dorota Scorupco，1970年6月4日—），是出生於波蘭的女演員。她在007系列電影黃金眼（GoldenEye）當中飾演龐德女郎而打開了國際知名度。

## 個人背景
依莎貝拉出生於波蘭的比亚韦斯托克，父親是Lech、母親為Magdalena。當她還只有一歲大時，她的雙親就分開，而她跟隨她的母親。等到1978年，她和母親隨及移民到瑞典的Bredäng。她在那裡學會說瑞典語和英語。她精通波蘭語、瑞典語和英語。一開始她以模特兒為職業，直到1989年，她被導演Staffan Hildebrand相中，拍攝了一部名為Ingen kan älska som vi的電影。之後以007電影黃金眼受到全球矚目。

## 電影作品
- 新鐵金剛之金眼睛 GoldenEye
- 終極天險 Vertical Limit
- 滅絕反擊 Reign of Fire
- 驅魔人前傳  Exorcist: The Beginning

## 外部連結
- 依莎貝拉·絲科魯波在互联网电影资料库（IMDb）上的資料（英文）